# V441 Возничего
V441 Возничего (лат. V441 Aurigae) — тройная звезда в созвездии Возничего на расстоянии приблизительно 1328 световых лет (около 407 парсеков) от Солнца.

## Характеристики
Первый компонент (HD 39430) — красный гигант, пульсирующая полуправильная переменная звезда (SR:) спектрального класса M0, или M1, или Ma. Видимая звёздная величина звезды — от +7,5m до +7,38m. Масса — около 1,282 солнечной, радиус — около 63,97 солнечных, светимость — около 740,789 солнечных. Эффективная температура — около 3765 K.
Второй компонент — коричневый карлик. Масса — около 21,17 юпитерианских. Удалён на 1,625 а.е..
Третий компонент (HD 39447) — жёлто-белая звезда спектрального класса F5. Видимая звёздная величина звезды — +9,2m. Радиус — около 2,08 солнечных, светимость — около 7,382 солнечных. Эффективная температура — около 6594 K. Удалён на 45,8 угловых секунд.